# Břvanský vrch
Břvanský vrch je kopec sopečného původu v Českém středohoří jihozápadně od vesnice Břvany v okrese Louny. Vrchol dosahuje výšky 301,8 m.

## Geologie a geomorfologie
Z geologického hlediska se jedná o vypreparovaný neovulkanický přívodní kanál magmatu zaniklé sopky. Je tvořen subvulkanickou brekcií, kterou prorazily tři magmatické proudy. Oba dva vrcholy tvoří olivinický nefelinit a mezi nimi se nachází část z nefelinického bazanitu. Svahy pokrývají balvanové sutě a na západní straně také váté písky.
Břvanský vrch je výběžkem Ranského středohoří, který se vkliňuje mezi Počeradský úval v Žatecké pánvi (geomorfologický celek Mostecká pánev) a Lenešický úval v Hazmburské tabuli (celek Dolnooharská tabule). Na jižní straně je úbočí kopce otevřeno kamenolomem.

## Přístup
Vrch je přístupný neznačenou odbočkou ze silnice z Břvan do Vrbky, která však končí pod nižším vrcholem s nadmořskou výškou 290 metrů. Vyšší vrchol byl zřejmě odtěžen lomem.